# Zestienroeden
De Zestienroeden of Zestien Roeden is een kanaal in de Nederlandse provincie Friesland. Het ligt in en vormt deels de scheiding tussen de gemeenten Heerenveen en Opsterland.
Zestienroeden was tevens de naam van het gehucht dat in de 17e eeuw aan het zuidelijke deel van het kanaal aan de Aengwirdense kant ontstond. De naam is nog in gebruik als straatnaam.
De Zestienroeden werd aangelegd ten behoeve van de turfwinning in de grietenij Aengwirden en was een zijtak van de Schoterlandse Compagnonsvaart. De vaart begon halverwege tussen Heerenveen en De Knipe. Zowel het deel van de Schoterlandse Compagnonsvaart waar de Zestienroeden begon als het eerste gedeelte van de Zestienroeden zelf bestaan inmiddels niet meer.
De vaart vormde de scheiding tussen de Aengwirdense dorpen Tjalleberd en Gersloot aan de ene kant en de Opsterlandse dorpen Langezwaag en Luxwoude aan de andere. Aan de Zestienroeden ligt ook buurtschap en streek Wijngaarden.